# 廣瀨正志
廣瀨正志（1947年11月6日—），日本男性配音員，出身於大阪府。隸屬於Production baobab。

## 經歷、人物
2014年9月24日因為生病需要長期住院療養，令部分動畫角色的配音有所更改：
- 原本在《尋找失去的未來》中配音的本城作之進一角改由大塚明夫接替。[4]
- 《GUNDAM創戰者TRY》中的拉爾先生一角改由寶龜克壽接替。[5]
- 《ONE PIECE》中的利克·德爾多三世一角改由銀河萬丈接替。

## 演出作品

### 電視動畫
1974年
- 破裏拳

1976年
- 小英雄（士兵、計程車司機）
- 尋母三千里

1977年
- 正義雙俠

1978年
- （士兵）
- 高立的未來世界
- 鲁邦三世（ハゲイトー）

1979年
- 機動戰士鋼彈（蘭巴・拉爾）

1984年
- 名偵探福爾摩斯（警官B、手下、衛兵、銀行家、收貨負責人、佩里遜先生、農夫、消防隊員）

1987年
- 妙手小廚師 (俵三四郎)
- 愛的小婦人物語（瑪莎家的馬車夫班）
- 動畫三劍客

1989年
- 森林王子 少年毛克利（塔）

1995年
- 新機動戰記鋼彈W（O老師）

1996年
- 機動新世紀鋼彈X（卡托克）

2002年
- 機動戰士鋼彈SEED（賽布·阿修曼）

2003年
- 奇諾之旅 -the Beautiful World-（指揮官）

2004年
- 妄想代理人（高峰明弘）
- 機動戰士鋼彈SEED DESTINY（司令官）

2009年
- 蒼天航路（張邈）

2012年
- 宇宙兄弟（馬場廣人）
- ZETMAN（天城清造）
- 織田信奈的野望（淺野又右衛門）
- 名偵探柯南（東條參平）

2013年
- 宇宙戰艦大和號2199（葛雷姆特·盖尔）※2012年起于电影院先行上映
- 黑色嘉年華（帕爾內德）
- 鋼彈創鬥者（拉爾先生）

2014年
- 三坪房間的侵略者！？（倉野大葉）
- 鋼彈創鬥者TRY（拉爾先生〈第5話前〉）

### OVA
1983年
- DALLOS（開拓民評議員）

### 劇場版動畫
- 2010年：名侦探柯南 天空的遇难船（鹿角刚士）

## 外部連結
- （日語） 男性タレント （页面存档备份，存于）